# Arturo Agüero Chaves
Arturo Agüero Chaves (San José, 28 de marzo de 1907 - 11 de mayo de 2001) fue un escritor, poeta, filólogo, lexicógrafo y educador costarricense. Junto con Aquileo J. Echeverría, fue uno de los exponentes más grandes del costumbrismo costarricense. Es también considerado el padre de lingüística moderna en Costa Rica.

## Vida y carrera
Nació en San José, el 28 de marzo de 1907. Su nombre de nacimiento es Pedro Piedades Chaves Umaña. Fue hijo ilegítimo de José María Agüero Barboza y Engracia Chaves Umaña. A sus 15 años perdió a su padre a causa de tuberculosis y se mudó con su padre. En sus momento se cambió el nombre a Arturo Agüero Chaves. 
A sus 21 años, publicó su poesía en periódicos locales. Estudió en la Escuela Normal de Heredia; y empezó su carrera como profesor de Latín y Literatura Española en 1929. Mientras enseñaba en el Liceo de Costa Rica y el Instituto de Alajuela, se convirtió en un docente prominente. Fungió como director en varias escuelas públicas del país y como profesor de lengua española en Florida (EE. UU.) al final de los años 40. 
Cuando la Universidad de Costa Rica fundo la Facultad de Filosofía y Letras, Agüero Chaves estuvo entre los primeros docentes.

## Fallecimiento
Falleció el 11 de mayo de 2001 a los 94 años de edad.

## Trabajos

### Poesía
- El Romancero Tico (1940)
- La Lechuza (1950)

### Filología
- Estudios Lingüísticos desde la Antigüedad hasta 1800
- Historia de la Lingüística
- Crónicas del Segundo Congreso de Academias de la Lengua Española
- Nuevas Normas de Prosodia y Ortología
- El Español de América y Costa Rica (1962)
- Literatura y Gramática Castellana (1963)
- Literatura y Gramática Españolas (1968)
- El Español de América (1973)
- Origen y Desarrollo de la Lingüística (1977)
- Diccionario de Costarriqueñismos y Fonología y Fonética Españolas (1996)